# 韓国音楽著作権協会
社団法人韓国音楽著作権協会（かんこくおんがくちょさくけんきょうかい、	한국음악저작권협회、Korea Music Copyright Association、KOMCA）は、韓国の著作権管理団体である。アジア地域の著作権管理団体としてはJASRACに次いで2番目に古く、会員数は最も多い（2017年現在）。

## 概要
1964年6月19日設立。
2007年12月10日、JASRACと相互管理契約を締結する。契約始期は2008年1月1日。
2008年1月21日、JASRACとの「パートナーシップ共同声明」に調印する。